# Bitter Winter
 (septembre 2019).
Améliorez-le ou discutez des points à vérifier. 
Bitter Winter est un média en ligne consacré à la liberté de religion. Il a été créé par le CESNUR, un organisme italien parfois présenté comme un lobby favorable aux mouvements sectaires. 
Il a fait l'objet de critiques en Chine pour avoir pris la défense de groupes religieux interdits. Plusieurs médias ont rapporté en 2018 que des correspondants chinois du magazine ont été arrêtés,,.

## Histoire
Bitter Winter est né après que des chercheurs liés au CESNUR, y compris son directeur, Massimo Introvigne, ont été invités en Chine en 2017 pour des séminaires sur la question des sectes. 
Le même Massimo Introvigne est le directeur du magazine, dont les éditions anglaise, italienne et chinoise ont été lancées à l'occasion du Salon du livre de Turin en mai 2018, suivies par des éditions en langue allemande, française, espagnole, japonaise et coréenne.
Le magazine a été mentionné par plusieurs médias internationaux quand il a publié en 2018 des vidéos exclusives montrant l'intérieur de camps de rééducation du Xinjiang pour Ouïghours.

## Réactions et critiques
D'après la revue officielle du Diocèse catholique de Macao, il s'agit d'une « ressource inestimable pour tous ceux qui s'intéressent à la religion en Chine ». La revue catholique en ligne allemande Katolisches salua également sa richesse d'information. Le Congrès mondial des Ouïghours a repris plusieurs articles de Bitter Winter:
Les médias conservateurs qui critiquent régulièrement la Chine ont également trouvé dans Bitter Winter des munitions pour leurs campagnes.  La revue en ligne américaine The Federalist a par exemple présenté Bitter Winter comme « une source d'informations excellente » et son directeur comme « une autorité en matière de religions et droits humains en Chine ».
En mai 2018, Katolisches et l'hebdomadaire italien L'Espresso ont fait état des critiques contre Bitter Winter par des catholiques de gauche qui pensaient que la revue se faisait l'écho des positions sur la Chine de l'administration des États-Unis et essayait de torpiller l'accord que le Saint-Siège et la Chine étaient alors en train de négocier,.
Mais des autres ont critiqué Bitter Winter à cause de ses positions modérées sur l'accord entre Chine et Vatican. The Federalist, qui est hostile à cet accord, a trouvé « déconcertant » que Bitter Winter ait pu écrire qu'après tout la stratégie du Vatican pourrait se révéler gagnante à long terme.  Le quotidien philippin  The Manila Times, qui s'occupe de façon régulière de l'Église catholique en Asie, inclut Bitter Winter parmi « ceux qui croient que l'accord ne soit pas totalement négatif pour l'Église catholique chinoise ».

## Critiques chinoises
Les autorités chinoises accusent Bitter Winter d'être un instrument de la propagande anti-chinoise et des défenseurs des mouvements considérés comme « sectes » par la Chine et interdits dans ce pays. Bitter Winter a publié des documents du parti communiste chinois qui dénoncent le magazine et menacent de sanctions ceux qui, en Chine, travailleraient comme correspondants de ce dernier. Le journal italien La Stampa, l'hebdomadaire italien L'Espresso, Radio Free Asia et l'ONG belge Droits de l'homme sans frontières ont rapporté que plusieurs correspondants chinois de Bitter Winter avaient été arrêtés en 2018,,.